# Remparts de Québec
Cet article concerne l'équipe actuelle. Pour l'équipe disparue en 1985, voir Remparts de Québec (1969-1985).
Ne doit pas être confondu avec Fortifications de Québec.

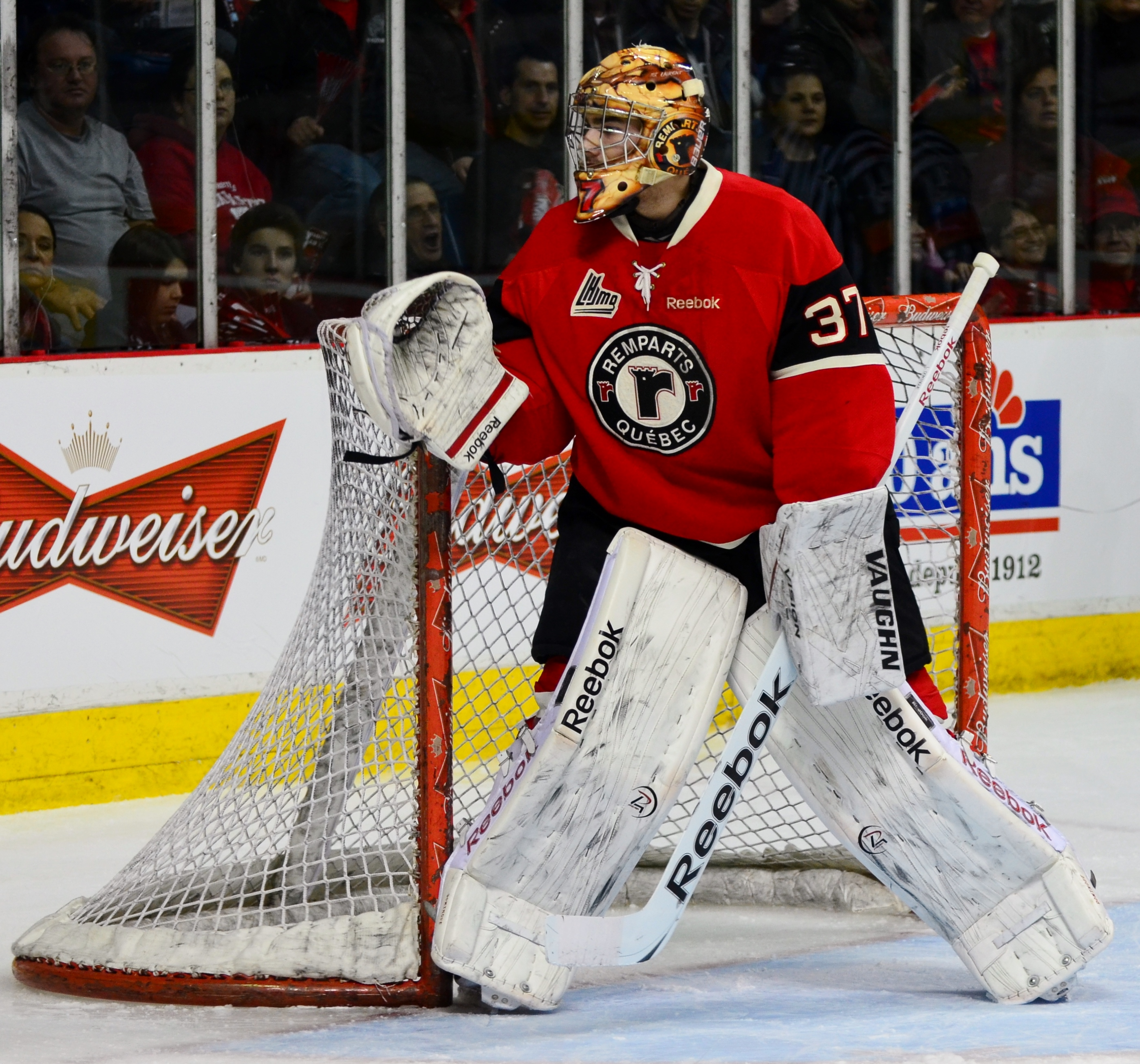
Le gardien des Remparts, Louis Domingue, lors de la première ronde des séries 2012 face aux Voltigeurs de Drummondville.

Les Remparts de Québec sont une équipe de hockey junior majeur de la Ligue de hockey junior Maritimes Québec (LHJMQ). L'équipe est située dans la ville de Québec et les parties locales sont jouées au Centre Vidéotron depuis septembre 2015.
Le Colisée Pepsi, ancien aréna des Nordiques de Québec de la Ligue nationale de hockey était leur aréna jusqu'en mai 2015.
Les Remparts ont participé à plusieurs éditions de la Coupe Memorial, trophée ultime de la Ligue canadienne de hockey, le remportant à deux reprises en 2006 et en 2023. Après une disette de 47 ans, les Remparts, remportent le trophée Gilles-Courteau, anciennement Coupe du président, en étant champions des séries éliminatoires, en 2023, contre les Mooseheads d'Halifax.
Surnommés « les Diables Rouges », les Remparts sont depuis 2006 l'équipe junior qui a le plus de partisans au pays attirant des assistances record de 365 820 lors de la saison 2006-2007 et 390 711 lors de la saison 2007-2008. Le chiffre de la saison 2007-2008 est alors le plus haut total jamais atteint par une équipe de la LHJMQ et même de toute la LCH.

## Historique
Une première équipe nommée « Remparts de Québec » est créée au cours des années 1960 sur les bases des anciens As junior de Québec. L'équipe cesse ses activités à Québec en 1985 quand elle déménage en 1985 à Longueuil.
La franchise actuelle est accordée pour la saison 1990-1991, et est connue comme les Harfangs de Beauport avant son rachat par Michel Cadrin, Jacques Tanguay et Patrick Roy qui la renomment Remparts et la déménage à Québec en 1997. Les Remparts disputent leurs matchs locaux à l’aréna du PEPS de l’université Laval durant leurs deux premières saisons avant de s’installer en permanence au Colisée de Québec et par la suite au Centre Vidéotron.

### La coupe des Remparts nouvelle génération
Le 28 mai 2006, les Remparts de Québec ont de nouveau gagné la Coupe Memorial, battant les Wildcats de Moncton sur leur propre patinoire 6-2 en finale. Patrick Roy devint le 7e entraîneur à gagner la coupe durant son année recrue, le premier à le faire depuis Claude Julien, avec les Olympiques de Hull, en 1997. C'était aussi la première fois de l'histoire que la finale impliquait deux équipes de la LHJMQ.

### Vente de la franchise à Québecor

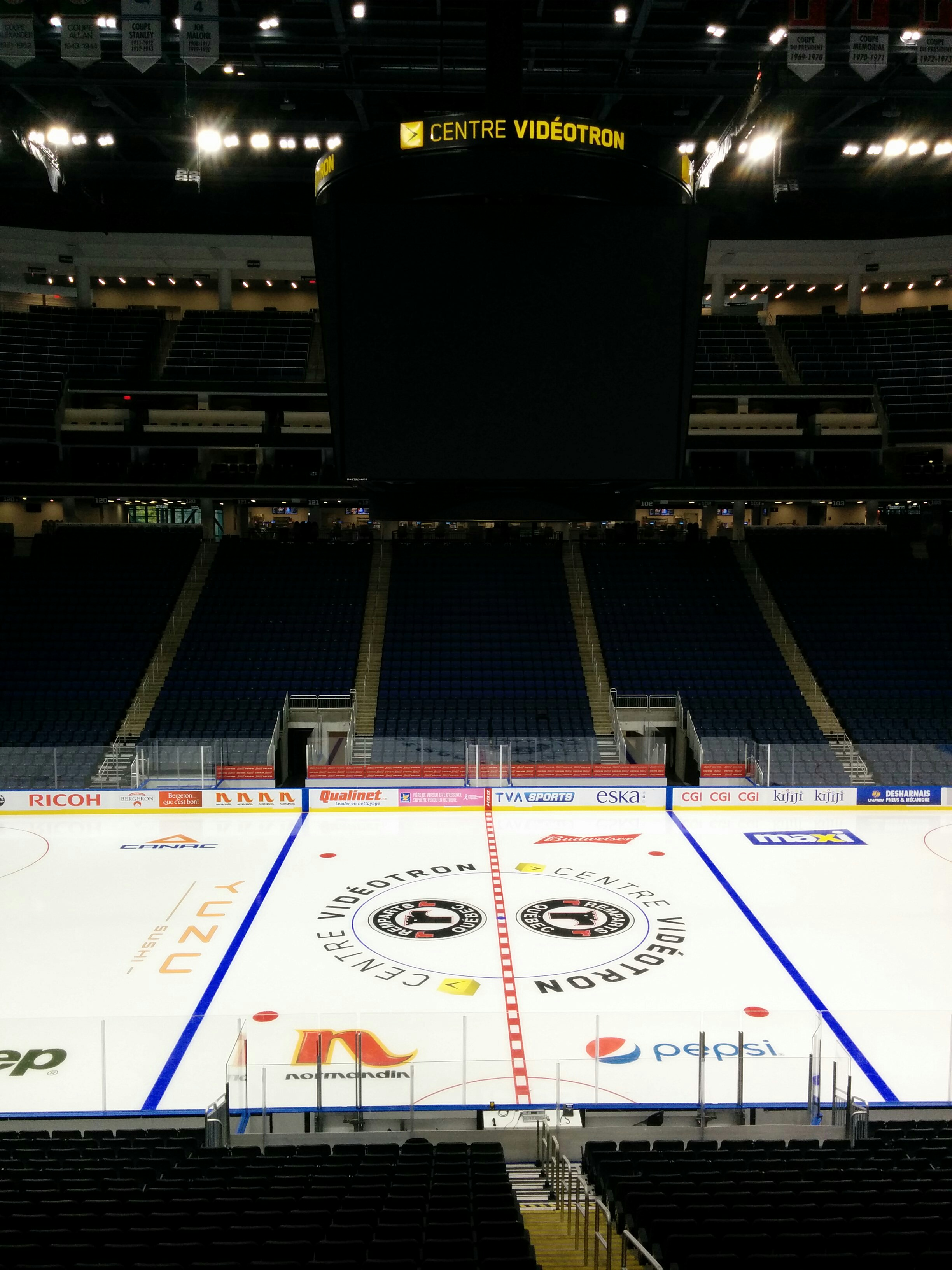
Le logo des Remparts orne le centre de la glace de leur nouveau domicile, le Centre Vidéotron, inauguré en septembre 2015.

Le 27 novembre 2014, les propriétaires des Remparts annoncent la vente de la concession à l'entreprise Québecor. Cette vente survient dans le contexte de l'achèvement du Centre Vidéotron de Québec, géré par Québecor, et le déménagement du club du Colisée Pepsi vers ce nouveau bâtiment qui a ouvert ses portes en septembre 2015.

### La deuxième Coupe Memorial de Patrick Roy
Après avoir été champions de la saison 2022-2023 et après avoir remporté le trophée Gilles-Courteau, anciennement, la Coupe du Président pour une première fois en 47 ans, les Remparts se rendent au tournoi de la Coupe Memorial en étant champions du Québec. Avec 2 victoires et une défaite, ils se rendent en finale. Ils remportent le match décisif contre les Thunderbirds de Seattle, 5-0, à Kamloops. Patrick Roy est le premier entraineur de la LHJMQ a remporté deux coupes Memorial dans sa carrière.

## Identité visuelle
L'équipe a toujours eu pour symbole les remparts du Vieux-Québec. Le logo principal de l'équipe représente un "r" minuscule sous la forme d'une tour avec créneaux au sommet et d'une courbe pour former une des principales portes d'entrées du Vieux-Québec. La galerie ci-dessous présente les différents logotypes utilisés au cours des différentes saisons.

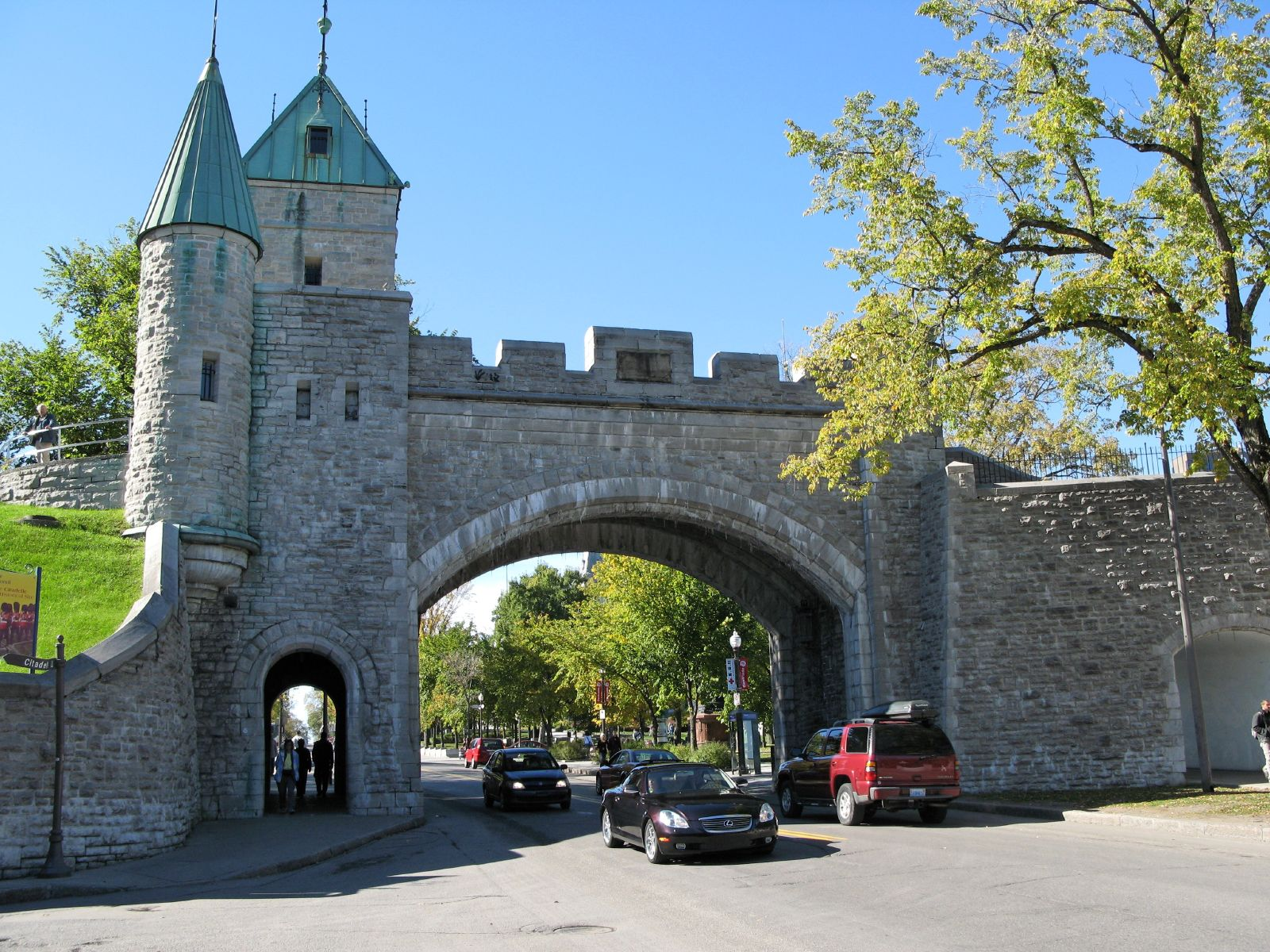
Les murs entourant le Vieux-Québec
Logo de l'équipe entre 1997 et 2004.
Logo de l'équipe entre 2004 et 2013.
Logo actuel de l'équipe.

## Arénas
Durant leur existence, les Remparts ont évolué dans différents arénas de la ville de Québec.
- 1997-1999 : aréna du PEPS de l'Université Laval (2 000 places).
- 1969-1980 et 1999 à 2015 : colisée de Québec (15 176 places).
- Depuis 2015 : centre Vidéotron (18 259 places)

## Statistiques
| Saison    | PJ | V  | D  | N | DP | DTB | BP  | BC  | Pts | Classement                                                                  | Séries éliminatoires                          |
| --------- | -- | -- | -- | - | -- | --- | --- | --- | --- | --------------------------------------------------------------------------- | --------------------------------------------- |
| 1997-1998 | 70 | 46 | 18 | 6 | -  | -   | 285 | 204 | 98  | Premiers division Dilio Premiers LHJMQ, Trophée Jean-Rougeau                | Éliminés au 3e tour                           |
| 1998-1999 | 70 | 51 | 13 | 6 | -  | -   | 316 | 207 | 108 | Premiers division Dilio Premiers LHJMQ, Trophée Jean-Rougeau                | Éliminés au 3e tour                           |
| 1999-2000 | 72 | 44 | 20 | 4 | 4  | -   | 289 | 213 | 96  | Seconds division Est Troisièmes conférence Dilio Cinquième LHJMQ            | Éliminés au 2e tour                           |
| 2000-2001 | 72 | 22 | 36 | 9 | 5  | -   | 225 | 303 | 58  | Seconds division Est Cinquièmes conférence Dilio Treizièmes LHJMQ           | Éliminés au 1er tour                          |
| 2001-2002 | 72 | 31 | 32 | 7 | 2  | -   | 212 | 260 | 71  | Quatrièmes (derniers) division Est Septième conférence Dilio Dixièmes LHJMQ | Éliminés au 2e tour                           |
| 2002-2003 | 72 | 42 | 24 | 3 | 3  | -   | 278 | 205 | 90  | Seconds division Est Quatrièmes conférence Dilio Sixièmes LHJMQ             | Éliminés au 2e tour                           |
| 2003-2004 | 70 | 28 | 32 | 7 | 3  | -   | 210 | 245 | 66  | Quatrièmes division Est Douzièmes LHJMQ                                     | Éliminés au 1er tour                          |
| 2004-2005 | 70 | 38 | 22 | 5 | 5  | -   | 267 | 205 | 86  | Troisièmes division Est Cinquièmes LHJMQ                                    | Éliminés au 2e tour                           |
| 2005-2006 | 70 | 52 | 16 | - | 1  | 1   | 349 | 221 | 106 | Premiers division Ouest Seconds LHJMQ                                       | Finalistes                                    |
| 2006-2007 | 70 | 37 | 28 | - | 2  | 3   | 294 | 288 | 79  | Cinquièmes division Telus Neuvièmes LHJMQ                                   | Éliminés au 1er tour                          |
| 2007-2008 | 70 | 38 | 28 | - | 1  | 3   | 256 | 225 | 80  | Cinquièmes division Telus Dixièmes LHJMQ                                    | Éliminés au 2e tour                           |
| 2008-2009 | 68 | 49 | 16 | - | 0  | 3   | 282 | 184 | 101 | Premiers division Telus-est Troisièmes LHJMQ                                | Éliminés au 3e tour                           |
| 2009-2010 | 68 | 41 | 20 | - | 3  | 4   | 278 | 232 | 89  | Premiers division Telus-est Troisièmes LHJMQ                                | Éliminés au 2e tour                           |
| 2010-2011 | 68 | 48 | 16 | - | 1  | 3   | 277 | 187 | 100 | Premiers division Telus-est Troisièmes LHJMQ                                | Éliminés au 3e tour                           |
| 2011-2012 | 68 | 43 | 18 | - | 5  | 2   | 275 | 191 | 93  | Troisièmes division Telus-est Cinquièmes LHJMQ                              | Éliminés au 2e tour                           |
| 2012-2013 | 68 | 42 | 21 | - | 3  | 2   | 241 | 197 | 89  | Troisièmes division Telus-est Cinquièmes LHJMQ                              | Éliminés au 2e tour                           |
| 2013-2014 | 68 | 39 | 17 | - | 5  | 7   | 255 | 209 | 90  | Troisième division Telus-est Septième LHJMQ                                 | Éliminés au 1er tour                          |
| 2014-2015 | 68 | 40 | 25 | - | 1  | 2   | 267 | 232 | 83  | Deuxième division Telus-est Quatrième LHJMQ                                 | Finalistes                                    |
| 2015-2016 | 68 | 28 | 33 | - | 6  | 1   | 205 | 258 | 63  | 5e division Est Douzième LHJMQ                                              | Éliminés au 1er tour                          |
| 2016-2017 | 68 | 31 | 30 | - | 4  | 3   | 187 | 237 | 69  | 4e division Est Dixième LHJMQ                                               | Éliminés au 1er tour                          |
| 2017-2018 | 68 | 40 | 22 | - | 3  | 3   | 227 | 202 | 86  | 3e division Est Septième LHJMQ                                              | Éliminés au 1er tour                          |
| 2018-2019 | 68 | 27 | 28 | - | 7  | 6   | 197 | 236 | 67  | 4e division Est Onzième LHJMQ                                               | Éliminés au 1er tour                          |
| 2019-2020 | 64 | 27 | 32 | - | 4  | 1   | 202 | 245 | 59  | 4e division Est Quatorzième LHJMQ                                           | Séries annulées (Covid-19)                    |
| 2020-2021 | 32 | 17 | 9  | - | 4  | 2   | 107 | 96  | 40  | 4e division Est Huitième LHJMQ                                              | Éliminés au 2e tour                           |
| 2021-2022 | 68 | 51 | 15 | - | 2  | 0   | 302 | 175 | 104 | 1er division Est Premier LHJMQ, Trophée Jean-Rougeau                        | Éliminés au 3e tour                           |
| 2022-2023 | 68 | 53 | 12 | - | 1  | 2   | 286 | 160 | 109 | 1er division Est Premier LHJMQ, Trophée Jean-Rougeau                        | Champions des séries, Trophée Gilles-Courteau |
| 2023-2024 | 68 | 21 | 41 | - | 3  | 2   | 173 | 319 | 48  | 10e division Est Dix-septième LHJMQ                                         | Non qualifiés                                 |
| 2024-2025 | 64 | 23 | 34 | - | 3  | 4   | 177 | 237 | 53  | 8e division Est Quartorzième LHJMQ                                          | Éliminés au 1er tour                          |

## Personnalités

### Directeurs-Gérants
- 1997 à 2003 : Raymond Bolduc
- 2003 à 2013 : Patrick Roy
- 2013 à 2018 : Philippe Boucher
- 2018 à 2023 : Patrick Roy
- Depuis 2023 : Simon Gagné

### Entraineurs
- 1997 à 2002 : Guy Chouinard
- 2002 à 2005 : Éric Lavigne
- 2005 à 2013 : Patrick Roy
- 2013 à 2018 : Philippe Boucher
- 2018 à 2023 : Patrick Roy
- Depuis 2023 : Éric Veilleux

### Joueurs

#### Capitaines
- 1997-1998 : Gordie Dwyer
- 1998-1999 : Simon Tremblay
- 1999-2000 : Patrick Grandmaître
- 2000-2001 : Philippe Paris
- 2001 à 2003 : Shawn Collymore
- 2002-2003 : Karl St-Pierre
- 2003 à 2005 : Josh Hennessy
- 2005-2006 : Simon Courcelles
- 2006-2007 : Brent Aubin
- 2007-2008 : Pierre Bergeron
- 2008-2009 : Kevin Marshall
- 2009-2010 : Marc-Olivier Vallerand
- 2010 à 2012 : Mikaël Tam
- 2012-2013 : Martin Lefebvre
- 2013 à 2015 : Kurt Etchegary
- 2015-2016 : Matt Murphy
- 2016 à 2018 : Matthew Boucher
- 2018-2019 : Étienne Verrette
- 2019-2020 : Félix Bibeau
- 2020-2021 : Thomas Caron
- 2021-2023 : Théo Rochette
- 2023-2024 : Kassim Gaudet
- 2024-2025 : Justin Côté

#### Effectif actuel
| No    | Nom                    | Nat. | Position      | Arrivée             |
| ----- | ---------------------- | ---- | ------------- | ------------------- |
| +031, | Louis-Antoine Denault  |      | Gardien       | 2023-Agent libre    |
| +073, | Benjamin Lelièvre      |      | Gardien       | 2023-Repêchage      |
| +003, | Nathan Wright          |      | Défenseur     | 2023-Repêchage      |
| +009, | Xavier Lebel           |      | Ailier droit  | 2023-Repêchage      |
| +011, | Leyton Stewart         |      | Défenseur     | 2021-Repêchage      |
| +015, | Andreas Straka         |      | Ailier droit  | 2024-Repêchage Euro |
| +016, | Mathias Loiselle       |      | Centre        | 2023-Agent libre    |
| +017, | Jayden Rousseau        |      | Centre        | 2024-Repêchage      |
| +019, | Loïc Goyette           |      | Ailier gauche | 2024-Échange        |
| +020, | Peter Valent           |      | Défenseur     | 2024-Repêchage Euro |
| +021, | Ryan Howard            |      | Ailier gauche | 2024-Repêchage      |
| +025, | Benjamin Vigneault     |      | Défenseur     | 2024-Échange        |
| +026, | Maddox Dagenais        |      | Centre        | 2024-Repêchage      |
| +027, | Charlie Morrison       |      | Défenseur     | 2024-Repêchage      |
| +029, | Nathan Quinn           |      | Centre        | 2023-Repêchage      |
| +034, | Raphaël Messier        |      | Ailier gauche | 2023-Repêchage      |
| +037, | Antoine Dorion         |      | Centre        | 2023-Agent libre    |
| +049, | Gabriel Courchesne     |      | Centre        | 2024-Ballottage     |
| +063, | Mavrick Rousseau-Hamel |      | Ailier gauche | 2023-Échange        |
| +083, | Alexandre Desmarais    |      | Défenseur     | 2022-Repêchage      |
| +089, | Antoine Michaud        |      | Défenseur     | 2023-Échange        |
| +091, | Nathan Plouffe         |      | Ailier gauche | 2022-Repêchage      |
| +092, | Justin Côté            |      | Ailier gauche | 2024-Échange        |

#### Meilleurs pointeurs
Voici les statistiques des meilleurs pointeurs ayant évolué chez les Remparts (séries incluses).
| Joueur                | Années    | PJ  | B   | A   | Pts |
| --------------------- | --------- | --- | --- | --- | --- |
| Éric Chouinard        | 1997-2000 | 218 | 177 | 172 | 349 |
| Josh Hennessy         | 2001-2005 | 292 | 139 | 190 | 329 |
| Adam Erne             | 2011-2015 | 272 | 136 | 168 | 304 |
| Théo Rochette         | 2019-2023 | 243 | 108 | 191 | 299 |
| Jonathan Marchessault | 2007-2011 | 306 | 115 | 179 | 294 |
| Aleksandr Radoulov    | 2004-2006 | 163 | 120 | 173 | 293 |
| Angelo Esposito       | 2005-2008 | 212 | 110 | 164 | 274 |
| Anthony Duclair       | 2011-2015 | 234 | 124 | 146 | 270 |
| Kelsey Tessier        | 2006-2010 | 267 | 114 | 150 | 264 |
| Mikhaïl Stefanovitch  | 2007-2010 | 207 | 124 | 122 | 248 |

#### Meilleurs gardiens de but
Voici les statistiques des meilleurs gardiens de but ayant joué au moins 40 matchs pour les Remparts depuis 1997 (séries non-incluses).
| Joueur                  | Années    | PJ  | V  | D  | Moy  | %Arr | Bl |
| ----------------------- | --------- | --- | -- | -- | ---- | ---- | -- |
| Charles Lavigne         | 2008-2009 | 51  | 34 | 11 | 2,37 | 91,6 | 6  |
| William Rousseau        | 2020-2023 | 87  | 61 | 20 | 2,42 | 89,9 | 7  |
| Louis Domingue          | 2010-2012 | 96  | 60 | 20 | 2,63 | 90,5 | 6  |
| Maxime Joyal            | 2004-2006 | 60  | 31 | 19 | 2,72 | 89,3 | 5  |
| François Brassard       | 2011-2013 | 95  | 53 | 28 | 2,76 | 90,7 | 4  |
| Maxime Ouellet          | 1997-2000 | 135 | 83 | 35 | 2,79 | 90,6 | 5  |
| Cédrick Desjardins      | 2005-2006 | 41  | 28 | 10 | 2,95 | 90,6 | 5  |
| Callum Booth            | 2013-2016 | 126 | 63 | 51 | 2,99 | 90,6 | 7  |
| Jean-Michel Filiatrault | 2002-2005 | 84  | 37 | 33 | 3,03 | 90,1 | 3  |
| Kevin Desfossés         | 2005-2008 | 139 | 83 | 47 | 3,16 | 90,2 | 5  |

#### Numéros retirés
Cette section présente l'ensemble des maillots retirés par les Remparts : plus aucun joueur de l'équipe ne pourra dans le futur porter un maillot avec un des numéros retiré. Une réplique du maillot est réalisée en forme de bannière et est alors accroché dans les chevrons du Colisée de Québec, maintenant au Centre Vidéotron. Le Colisée ayant servi à d'autres équipes de hockey dans le passé, de nombreuses autres bannières y sont accrochées. La liste ci-dessous ne reprend que les numéros retirés par les Remparts.
- 7 : Éric Chouinard[11]
- 12 : Simon Gagné
- 18 : Jonathan Marchessault [12]
- 22 : Aleksandr Radoulov[13]
- 44 : Marc-Édouard Vlasic

#### Bannières commémoratives
- Marius Fortier - Remparts de Québec, Nordiques de Québec, Océanic de Rimouski, Drakkar de Baie-Comeau - Bâtisseur
- Patrick Roy - Propriétaire, Directeur-gérant et entraîneur des Remparts de Québec - hissée le 26 mai 2015

## Récompenses
Cette section présente l'ensemble des trophées remportés par les joueurs et dirigeants des Remparts depuis la première saison de l'équipe. Les trophées couvrent la Ligue de hockey junior majeur du Québec comme la Ligue canadienne de hockey.
Des bannières commémoratives du trophée Jean-Rougeau, de la Coupe du président et de la Coupe Mémorial remportées dans l'histoire des Remparts de Québec sont accrochées dans les chevrons du Colisée Pepsi. Ces bannières furent ensuite déplacés dans le Centre Vidéotron pour la saison 2015-2016

### LHJMQ
Trophée Gilles-Courteau
Le trophée Gilles-Courteau (auparavant Coupe du Président) est remis à l'équipe championne des séries éliminatoires de la LHJMQ.
- 2022-2023

Trophée Guy-Lafleur
Le trophée Guy-Lafleur récompense chaque année le joueur le plus utile des séries éliminatoires.
- 2014-2015 - Adam Erne
- 2022-2023 - James Malatesta

Trophée Michel-Brière
Le trophée Michel-Brière est remis au joueur le plus utile de la saison.
- 2005-2006 - Aleksandr Radoulov

Trophée Jean-Béliveau
Le trophée Jean-Béliveau est remis au meilleur pointeur de la saison.
- 2005-2006 - Aleksandr Radoulov (152)

Trophée Paul-Dumont
Le trophée Paul-Dumont récompense la personnalité de la saison, joueur ou dirigeant.
- 1998-1999 - Simon Gagné

Trophée Jean-Rougeau
Le trophée Jean-Rougeau est remis à la franchise qui récolte le plus de points au cours de la saison régulière.
- 1997-1998 - 98 points
- 1998-1999 - 108 points
- 2021-2022 - 104 points
- 2022-2023 - 109 points

Trophée Robert-Lebel
Le trophée Robert-Lebel récompense la franchise avec la plus basse moyenne de buts encaissés.
- 1997-1998 - 2,91 buts par match
- 2021-2022 - 2,57 buts par match
- 2022-2023 - 2,35 buts par match

Trophée Luc-Robitaille
Le trophée Luc-Robitaille récompense la franchise qui a marqué le plus de buts de la saison.
- 2005-2006 - 349 buts marqués

Trophée Michael-Bossy
Le trophée Michael-Bossy récompense le joueur de jugé comme étant le meilleur espoir, celui ayant les meilleures chances de percer au niveau professionnel.
- 1998-1999 - Maxime Ouellet
- 2006-2007 - Angelo Esposito
- 2007-2008 - Mikhaïl Stefanovitch
- 2011-2012 - Mikhaïl Grigorenko
- 2021-2022 - Nathan Gaucher

Trophée Michel-Bergeron
Le trophée Michel-Bergeron récompense la meilleure recrue offensive de la saison.
- 2005-2006 - Angelo Esposito
- 2008-2009 - Dmitri Kougrychev
- 2011-2012 - Mikhaïl Grigorenko

Trophée Raymond-Lagacé
Le trophée Raymond-Lagacé récompense la meilleure recrue défensive de la saison.
- 1999-2000 - Kirill Safronov
- 2004-2005 - Maxime Joyal

Trophée Jacques-Plante
Le trophée Jaques-Plante récompense le gardien de but qui a maintenu la meilleure moyenne de buts encaissés au terme de la saison.
- 1998-1999 - Maxime Ouellet (2,70)
- 2022-2023 - William Rousseau (2,22)

Trophée Guy-Carbonneau
Le trophée Guy-Carbonneau récompense le meilleur attaquant défensif de la saison. Le gagnant est déterminé par le nombre de mises en jeu remportées, la différence +/-, le nombre de buts inscrits, son implication en désavantage numérique...
- 2004-2005 - Simon Courcelles
- 2011-2012 - Frédérick Roy
- 2022-2023 - Nathan Gaucher

Trophée Frank-J.-Selke
Le trophée Frank-J.-Selke est remis annuellement au joueur considéré comme ayant le meilleur esprit sportif tout en conservant des performances remarquables.
- 1998-1999 - Éric Chouinard

Trophée Marcel-Robert
Le trophée Marcel-Robert est remis au joueur qui combine les meilleurs résultats sportifs et scolaires.
- 2021-2022 - Charle Truchon

Trophée Ron-Lapointe
Le trophée Ron-Lapointe est remis au meilleur entraîneur de la saison.
- 1997-1998 - Guy Chouinard
- 1998-1999 - Guy Chouinard

Plaque Karcher
La plaque Karcher est remise à la personne avec la plus grosse implication dans la communauté.
- 2002-2003 - David Massé
- 2003-2004 - Josh Hennessy
- 2005-2006 - Joey Ryan
- 2011-2012 - Vincent Barnard

Plaque AutoPro
La plaque AutoPro est remise au joueur qui totalise le meilleur différentiel +/-.
- 1998-1999 - Simon Tremblay (+71)

Coupe Telus
Deux coupes Telus sont remises annuellement : une coupe pour le meilleur joueur dans le secteur offensif et une autre pour le meilleur joueur défensif.
- 2005-2006 - Aleksandr Radoulov - Coupe Telus offensif

Trophée Maurice-Filion
Depuis l'année 2005-2006, le trophée Maurice-Filion récompense le meilleur directeur-général du circuit. Le trophée honore ainsi le nom de l'ancien entraîneur de l'équipe qui l'a conduit à sa première coupe Memorial en 1971.
- 2021-2022 - Patrick Roy

### LCH
Les trophées de la LCH peuvent être soit des trophées remis récompensant la saison de la personne, celle-ci étant donc jugée par rapport aux meilleurs joueurs des autres ligues junior de la LCH, soit des trophées remis à l'issue de la Coupe Memorial.

#### Trophées de saison LCH
Joueur de la saison
Le joueur de la saison de la LCH est un des trois joueurs ayant remporté le trophée du meilleur joueur de chaque ligue.
- 2005-2006 - Aleksandr Radoulov

Meilleur pointeur de la saison
Ce trophée récompense le joueur ayant marqué le plus haut total de buts et d'aides lors de la saison.
- 2005-2006 - Aleksandr Radoulov

Recrue de l'année
Il est remis à un joueur effectuant sa première saison dans la ligue.
- 2011-2012 - Mikhail Grigorenko

Trophée Brian-Kilrea
Le trophée Brian-Kilrea est remis au meilleur entraîneur de la saison.
- 1998-1999 - Guy Chouinard

#### Trophées de la Coupe Memorial
Coupe Memorial
La Coupe Memorial est remise à la meilleure équipe du tournoi à la ronde pour l’obtention de ce trophée. Le tournoi inclus les équipes championnes des séries éliminatoires des ligues juniors au Canada ainsi que l'équipe hôtesse recevant le tournoi pour l'édition en cours.
- 2006
- 2023

Trophée Hap-Emms
Le trophée Hap-Emms est remis au meilleur gardien de but de la Coupe Memorial.
- 2006 - Cédrick Desjardins
- 2023 - William Rousseau

Trophée Stafford-Smythe
Le trophée Stafford-Smythe est remis au meilleur joueur de la Coupe Memorial.
- 2006 - Aleksandr Radoulov
- 2023 - James Malatesta

## Galerie

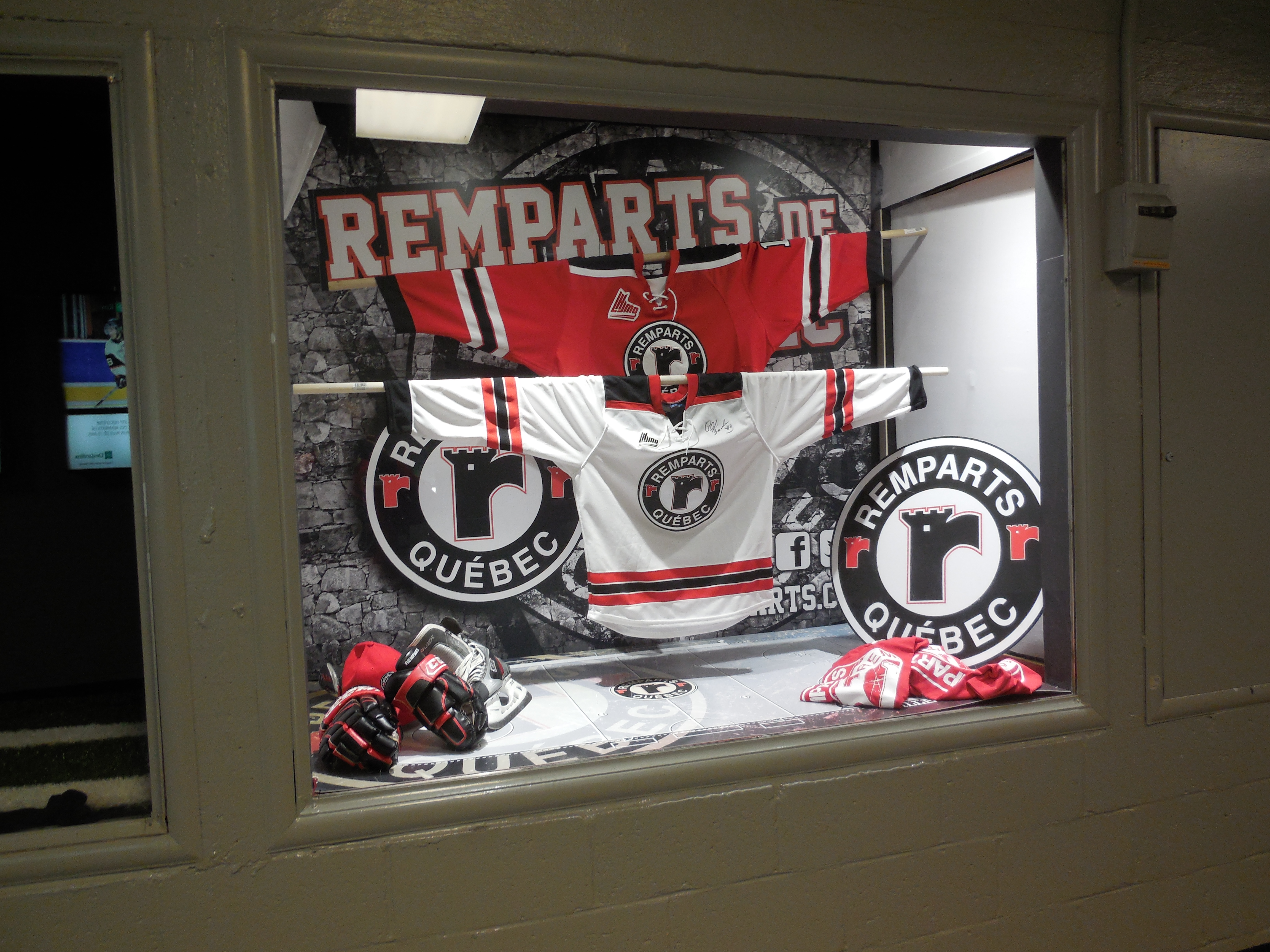
Vitrine publicitaire qui était présente au Colisée de Québec et présentant le gilet porté avant la saison 2016 par les joueurs des Remparts de Québec.
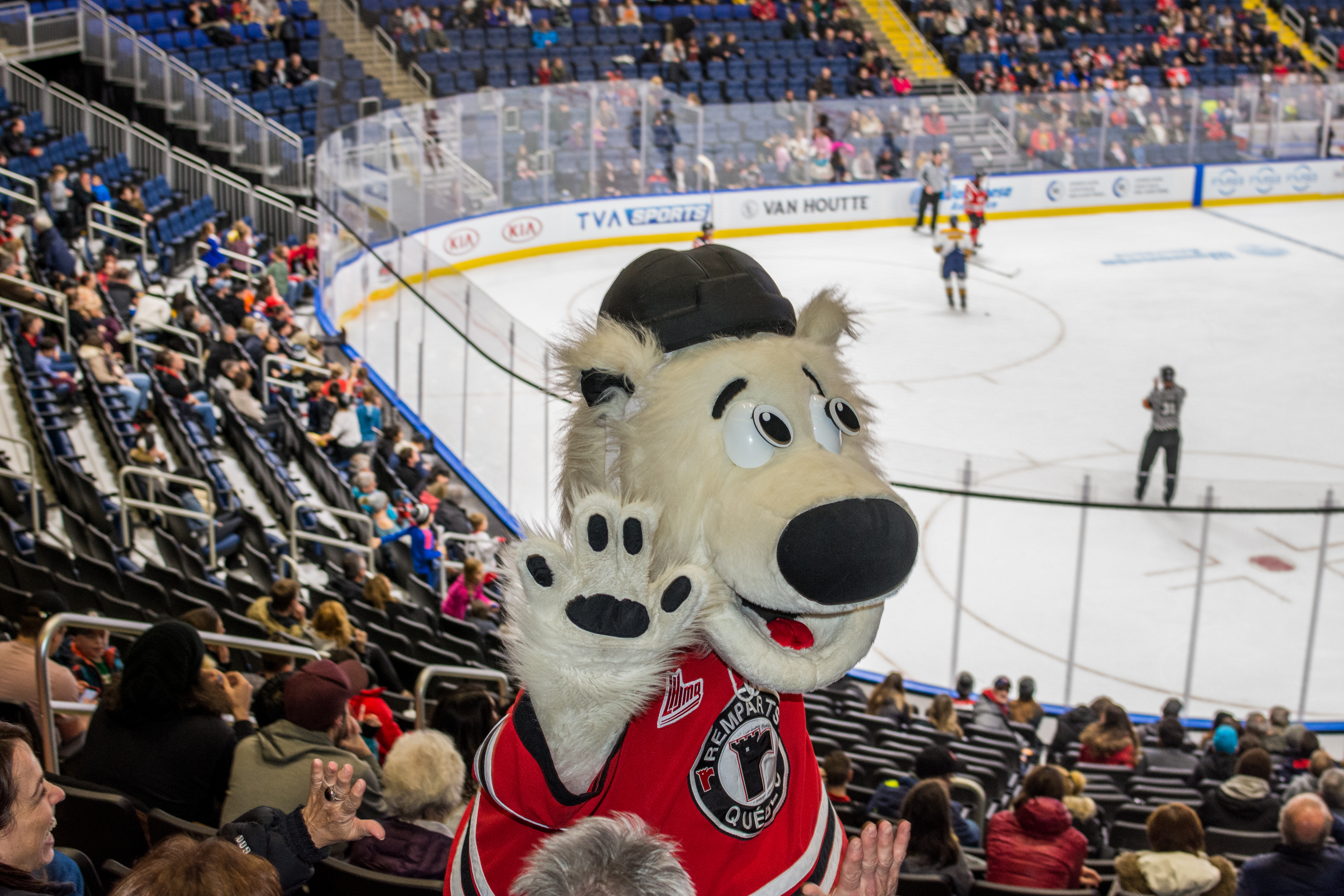
Champion, la Mascotte présente durant les parties des Remparts de Québec au Colisée Pepsi et au Centre Vidéotron
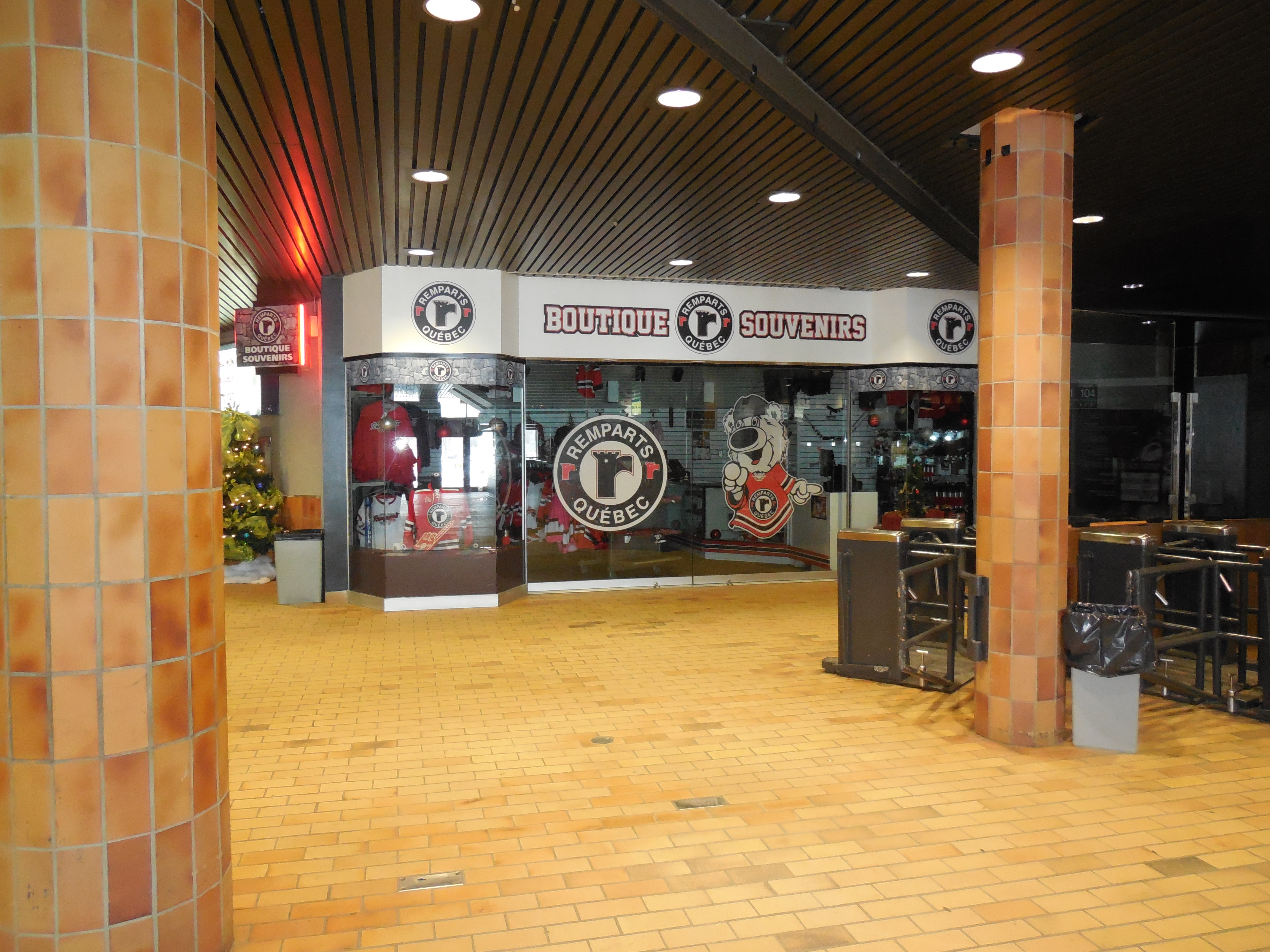
Boutique de souvenirs des Remparts de Québec et des précédents clubs ayant séjourné au Colisée Pepsi